# Gaucha cabriola
Espèce
Gaucha cabriola est une espèce de solifuges de la famille des Mummuciidae.

## Distribution
Cette espèce est endémique du Brésil. Elle se rencontre au Pernambouc et au Piauí.

## Publication originale
- Carvalho & Botero-Trujillo, 2019 : On the sun-spiders of the ibirapemussu species-group of the genus Gaucha Mello-Leitão, 1924 (Solifugae, Mummuciidae), with description of a new species. Zootaxa, no 4700(2), p. 289-298.